# Kuratienkirche Meschach

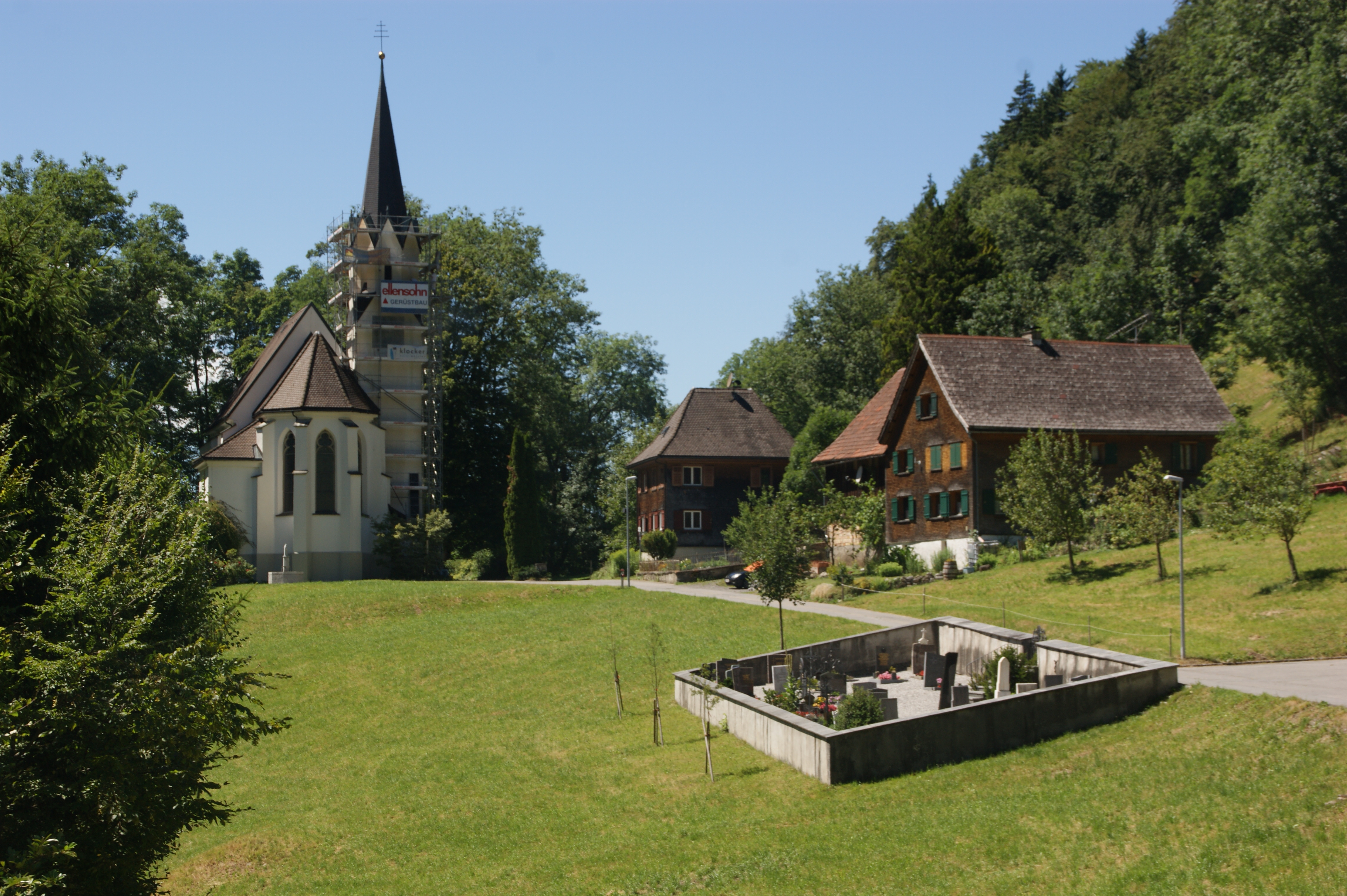
Katholische Kuratienkirche hl. Wolfgang in Meschach

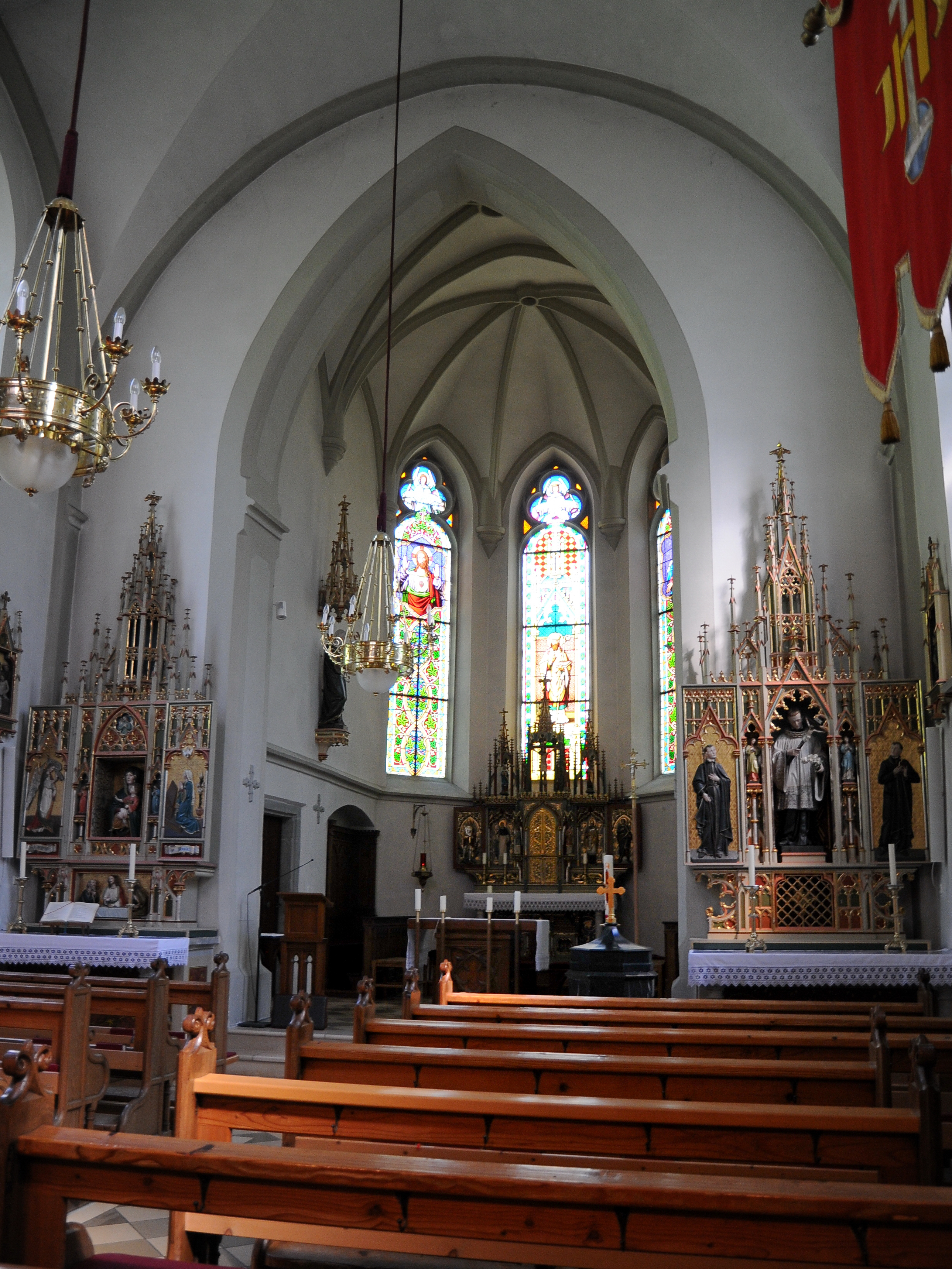
Langhaus, Blick zum Chor

Die römisch-katholische Kuratienkirche Meschach steht im Ortsteil Meschach am Götznerberg in der Marktgemeinde Götzis in Vorarlberg. Die dem Patrozinium hl. Wolfgang unterstellte Kuratienkirche gehört zum Dekanat Rankweil der Diözese Feldkirch. Die Kirche steht unter Denkmalschutz (Listeneintrag).

## Geschichte
Die Vorgängerkirche, urkundlich im Jahre 1463 errichtet und im Jahre 1548 als Filialkirche von Götzis geweiht, wurde im Jahre 1820 zur Expositurkirche erhoben, und in den Jahren 1865 bis 1866 vergrößert. Nach der Demolierung wurde in den Jahren 1881 bis 1883 nach den Plänen des Architekten Karl Holzhammer unter dem Baumeister Fidel Kröner die heutige Kirche errichtet und im Jahre 1891 geweiht.

## Architektur
Die Kirche hat ein Langhaus und einen eingezogenen Chor, beide mit abgedachten Strebepfeilern, der Chor ist unter einem niedrigeren Satteldach. Der Kirchturm mit achteckigem Obergeschoß hat einen Giebelspitzhelm. Langhaus und Chor haben Spitzbogenfenster.
Das Kircheninnere zeigt ein dreijochiges Langhaus unter einem Stichkappentonnengewölbe, einen eingezogenen spitzbogigen Triumphbogen und einen eingezogenen einjochigen Chor mit einem Fünfachtelschluss unter einem Kreuzrippengewölbe auf einem umlaufenden Gesims.
Die Glasmalereien im Chor zeigen links Herz Jesu, mittig den hl. Wolfgang und rechts Herz Mariens von der M. Schneiderschen Glasmalereianstalt Regensburg 1883.

## Einrichtung
Der neugotische Hochaltar mit Figuren schuf der Bildhauer Josef Bertsch 1883. Der linke und der rechte Seitenaltar mit Figuren schuf der Bildhauer August Valentin aus Brixen.
Die Meschacher Krippe von Erasmus Kern aus 1624 befindet sich im vorarlberg museum.